# 류팡

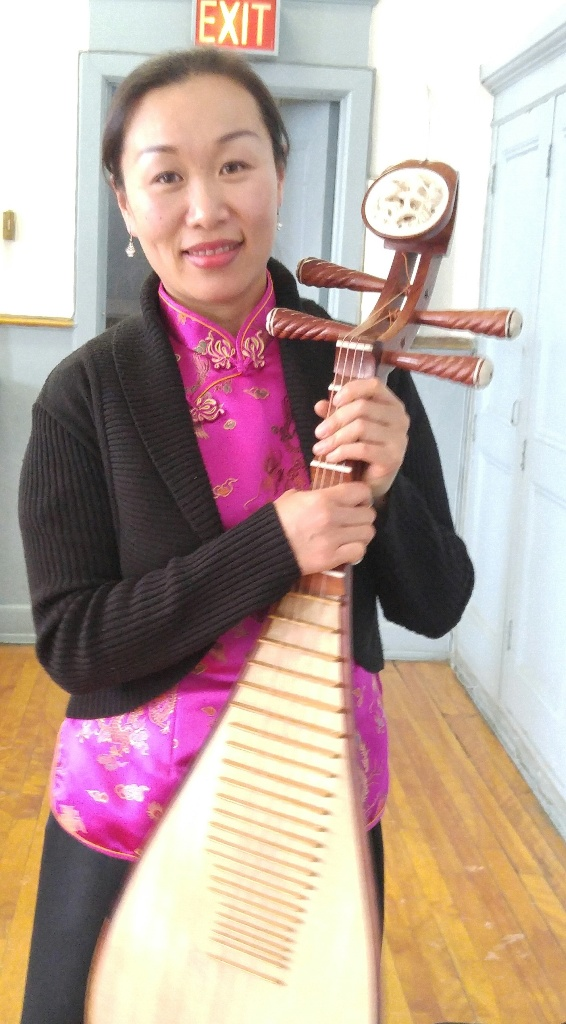

류팡(중국어:劉芳, 1974년 - )은 중국의 비파 연주가이다. 윈난성의 쿤밍 시에서 태어났다. 6세에 비파를 배우기 시작했고, 11세 때 영국 엘리자베스 2세 앞에서 연주했다.